# Superboy (revista em quadrinhos)
Superboy é uma revista em quadrinhos americana que foi publicada pela editora DC Comics, uma empresa ligada ao grupo Time-Warner, em diferentes oportunidades. Várias versões da revista já foram lançadas, as primeiras tendo como protagonista o super-herói Superman em sua adolescência, quando ainda era um "Superboy". A primeira destas revistas foi publicada entre 1949 e 1977, sendo uma das primeiras revistas derivadas do personagem. Entre 1980 e 1984, a série seria retomada sob o título The New Adventures of Superboy e, em 1989, após a estreia de uma série de televisão intitulada Superboy, a editora lançaria uma nova revista inspirada na série, apresentando aventuras relacionas aos episódios, distante da continuidade então estabelecida nas histórias em quadrinhos.
Após as minisséries Crise nas Infinitas Terras e The Man of Steel, a história cronológica de Superman foi reescrita, e sua história de origem alterada de forma que ele não mais teria atuado como super-herói durante a adolescência, eliminando o conceito de "Superboy" das histórias publicadas a partir dali. Durante a década de 1990, após um outro personagem de mesmo nome, um clone adolescente do super-herói Superman, seria criado por Karl Kesel e Tom Grummett em 1993 durante a história A Morte do Superman, e a revista seria relançada, tendo esse novo personagem como protagonista. Essa versão teria 100 edições regulares até 2002, quando foi descontinuada.
Em 2010, o clone seria protagonista de uma história curta na revista Action Comics, e, posteriormente, de uma nova revista, também intitulada Superboy. Em 2011, essa revista seria também descontinuada e substituída por uma nova versão com o relançamento de toda a linha de quadrinhos de super-herói da DC Comics. Com o relançamento, surgiria um terceiro personagem, "Jon Lane Kent", que também adotaria a alcunha de "Superboy", ainda que brevemente. Em 2014, após 34 edições, essa versão da revista também seria descontinuada.

## Antecedentes e contexto
Superman foi concebido por Jerry Siegel e Joe Shuster inicialmente em 1932, e a primeira versão do personagem, a aparecer na história The Reign of the Superman, já era um homem adulto quando adquiriu seus poderes, embora fosse apresentado como um vilão. As versões posteriormente desenvolvidas entre 1933 e 1938 igualmente mantinham essa característica, e quando a versão definitiva do personagem surgiria na primeira edição da revista Action Comics, no início de 1938, ele também seria apresentado como um homem adulto. Embora absorvesse uma forte influência da ficção científica, e fosse apresentado como um alienígena dotado de habilidades sobre-humanas, o Superman apresentado naquelas primeiras histórias era também um atípico herói pulp, pois enfrentava ameaças de caráter fortemente urbano, como assaltantes, maridos violentos que espancavam suas esposas, sindicalistas corruptos, políticos e gângsteres, na cidade de Metrópolis, retratada como uma síntese das grandes cidades americanas da época.
Nos meses que seguiram à publicação de Action Comics #1 a popularidade de Superman alcançaria níveis incomparáveis. A revista já vendia centenas de milhares de exemplares por edição quando, em meados de 1939, a editora decidiu investir no personagem: aproveitando a popular "Feira Mundial" então realizada em Nova Iorque, foi publicada a antologia New York's World Fair Comics, atraindo milhares de leitores; e, paralelamente, foi publicada a revista Superman, uma publicação inédita para a época por não se configurar como uma antologia, mas sim trazer as aventuras de um único personagem. E, na primeira edição, uma versão reformulada da história publicada em Action Comics #1 seria apresentada, mostrando, de forma expandida, a história de origem do personagem. Ao comentar sobre o período, Siegel declararia:
| “ | Os próprios editores não haviam ainda percebido muito bem o poder de Superman, até entenderem que nas bancas as pessoas não pediam por um exemplar de Action Comics, mas sim da revista que tivesse uma história de Superman. | ” |

A história apresentada em Superman #1 retratava o nascimento aligenígena de Superman, e como seu foguete cairia no interior do Kansas, para ser encontrado por Jonathan e Mary Kent. O casal, inicialmente, entregaria o garoto para ser cuidado por um orfanato, mas posteriormente decidiria adotá-lo. Os valores morais ensinados por Jonathan teria um grande impacto sobre o garoto, mas somente após a morte do pai é que Clark Kent, já adulto, e também órfão de mãe, decidiria atuar como super-herói com o intuito de ajudar aqueles que não poderiam se defender sozinhos. Nos anos seguintes, a figura do sidekick, o "ajudante mirim" dos super-heróis, se tornaria bastante popular com heróis como Robin, Ricardito e Sandy Hawkins se tornando tão populares dentre os leitores quanto seus mentores - Batman, Arqueiro Verde e Sandman, respectivamente. De forma a capitalizar com o interesse dos leitores por heróis adolescentes, a editora tomaria uma decisão que posteriormente se tornaria bastante controversa judicialmente, mas acertada comercialmente: publicar na 101ª edição da revista More Fun Comics uma história protagonizada por uma versão adolescente de Superman, então denominada "Superboy".

## Histórico de publicação

### 1949-1970:Superboyna "Era de Ouro" e na "Era de Prata"

Superman convida o público a ler Superboy #01, de 1949

Desde o surgimento do personagem, em More Fun Comics #101, a demanda por mais histórias crescia junto com a popularidade do "novo" herói adolescente. Aquela primeira história publicada na revista, em 1945, fora concebida por Siegel e Shuster ainda em 1941, mas o primeiro acreditava que Superman não atuaria como super-herói antes de "adquirir uma consciência social" que o impelisse a defender os oprimidos. Na trama, um retcon é realizado: Siegel e Shuster alterariam a história de origem do personagem de forma a mostrar que o casal que havia encontrado o foguete seriam pessoas diferentes do casal que adotaria o garoto, e mais ainda, que, com a idade de apenas oito anos, Clark Kent já exibia força descomunal, e, após resgatar um motorista preso a um caminhão, decidiria usar seus superpoderes para ajudar as pessoas. Essa versão do personagem, posteriormente, deixaria de ter suas histórias publicadas na revista More Fun Comis, passando a ser uma das atrações da revista Adventure Comics.
Em 1948, a história de origem de Superman seria recontada em Superman #53, mantendo "John" e "Mary Kent" tanto como o casal que encontraria o bebê alienígena no foguete, como aqueles que o adotariam e criariam. Nessa história, Superman só começaria a atuar como super-herói após atingir a idade adulta, quando seus pais já haviam falecido, e nenhuma menção a uma carreira como "Superboy" seria realizada No ano seguinte, a revista Superboy seria lançada, e essa primeira série apresentou a versão original do personagem "Superboy", uma versão adolescente do personagem Superman.  A maioria das histórias tinham como cenário a cidade rural de Smallville durante a juventude do herói, mas a partir da 8ª também começaram a ser produzidas histórias de caráter humorístico retratando sua infância como "Superbebê". O historiador Les Daniels comentaria, ao analisar as histórias em retrospecto:
| “ | Muitos das primeiros histórias de Superboy pareciam dedicadasa enaltecer a vida na América das pequenas cidades e as capas feitas [para a revista] faziam Smallville parecer uma terra dos sonhos, onde poucos problemas existiam...De fato, o início da revista poderia muito bem ser chamado de o Saturday Evening Post dos quadrinhos. | ” |

A revista logo se tornou uma das mais populares da editora, atraindo muitos leitores adolescentes que ansiavam por consumir não apenas as histórias de Superboy, mas conteúdos como a seção educativa "Superboy's Wokshop", que ensinava os leitores, por exemplo, como montar um avião de brinquedo ou um telefone de lata. Vários profissionais contribuiriam com a revista, destacando-se France Herron e William Woolfolk. O escritor Bill Finger, responsável pela história que introduziu o conceito de "Superbebê" na mitologia do personagem, também foi o responsável pela criação de Lana Lang. Apresentada inicialmente apenas como um interesse romântico para o personagem em histórias de leve caráter humorístico envolvendo as tentativas da garota de provar que Clark Kent e Superman eram a mesma pessoa, Lana acabaria evoluindo para se tornar uma das personagens mais importantes do elenco de apoio do personagem nas décadas seguintes.
Durante as décadas de 1940, 1950 e 1960, as histórias simples de Superboy eram bastante populares, e isso levaria a editora DC Comics a publicar histórias adicionais do personagem na revista Adventure Comics. Entre 1963 e 1965, a DC Comics não manteve registros precisos sobre a tiragem de suas revistas, não havendo dados sobre os resultados obtidos por nenhuma publicação nesse período, mas existem registros para o restante da década. Em 1962, Superboy já havia se tornado a segunda revista em quadrinhos mais vendida nos Estados Unidos, com uma média de 605 mil exemplares vendidos mensalmente - apenas a revista Superman a superaria em vendas. Em 1966, com a retomada do detalhamento, verificou-se que a revista havia aumentado sua média de vendas mensal, alcançando uma média de 608 mil exemplares - mas já não mais era a segunda maior revista em quadrinhos, mas sim a terceira, pois, à época, as revistas Superman e Batman apresentavam vendas mensais maiores. O cancelamento da série de televisão então exibida prejudicou fortemente as vendas da revista Batman em 1968 e ao final da década Superman e Superboy voltariam a ser as revistas em quadrinhos de super-heróis mais bem-sucedidas do mercado.

### 1971-1980: A ascensão da Legião dos Super-Heróis durante a "Era de Bronze"
A "Era de Prata" chegava ao fim, e o advento da "Era de Bronze" a partir da década de 1970, traria para a revista um novo grupo de coadjuvantes que se tornaria cada vez mais populares: a Legião dos Super-Heróis estrelou inicialmente uma série de histórias secundárias, publicadas após a trama de Superboy e geralmente com uma quantidade menor de páginas. A partir de Superboy #172 (Março de 1971). Nick Cardy foi o artista de capa de Superboy #182-198 e 200-206.
Dave Cockrum, à época, trabalhava como finalizador dos cenários nos desenhos de Murphy Anderson, até que em 1972 recebeu a oportunidade de ilustrar, sozinho, as histórias da Legião publicadas na revista. O impacto junto ao público foi imediato, e o interesse pelas histórias aumentaria significativamente - ao ponto de, dois anos depois, Superboy já passar a ser considerado "um coadjuvante em sua própria revista" por historiadores. Quando a emblemática 200ª edição da revista foi publicada, a revista havia acabado de mudar de título, passando a se chamar Superboy starring the Legion of Super-Heroes ("Superboy estrelando a Legião dos Super-Heróis") e a principal história da revista tinha o personagem como coadjuvante, numa trama que destacava o casamento dos Legionários "Bouncing Boy" e "Duo Damsel.
Cockrum foi substituído na arte por Mike Grell a partir da edição #203, numa emblemática história que retratou a morte do "Invisible Kid", um dos mais populares personagens da equipe. Posteriormente, Paul Levitz começaria a trabalhar como roteirista da revista, que passaria a se chamar Superboy and the Legion of Super-Heroes ("Superboy e a Legião dos Super-Heróis"). Levitz criou novos personagens, como "Wildfire" e "Dawnstar", e produziu "Earthwar", uma das mais elogiadas tramas da história da equipe, ao lado dos artistas James Sherman e Joe Staton. A popularidade da equipe ganhou tamanha proporção que, a partir da edição 259, o título da revista foi mudado para apenas Legião dos Super-Heróis, e o Rapaz de Aço deixaria de aparecer regularmente na revista, deixando também de ser membro da equipe.

### Transição:The New Adventures of Superboy(1980-1984) eSuperboy: The Comic Book(1989-1991)
No mesmo mês em que a antiga revista Superboy passaria a ser uma publicação exclusiva da Legião, uma nova revista dedicada a Superboy seria lançada. Essa segunda versão da revista manteria o foco nas aventuras em Smallville que a versão anterior havia tido em seu início, mas com menor repercussão. Após apenas 54 edições, a revista acabaria sendo descontinuada. Dois anos depois, em 1986, seria publicado o evento Crise nas Infinitas Terras, e a conclusão deste traria fortes repercussões sobre a mitologia de Superman: a existência de suas aventuras como "Superboy" seria ignorada, e excluída da continuidade. Na nova cronologia estabelecida após 1986, Superman teria começado a atuar como super-herói já adulto.
Entre 1988 e 1992 seria exibida uma série de televisão intitulada Superboy, adotando conceitos da continuidade que havia sido apagada dos quadrinhos, mostrando Clark Kent atuando como super-herói durante sua adolescência. Produzida por Alexander e Ilya Salkind, que detinham parte dos direitos sobre a mitologia do personagem após terem produzido a série de filmes protagonizada por Christopher Reeve, a série teve quatro temporadas, mas nos anos seguintes acabaria se tornando uma obra pouco conhecida dentre os fãs, e se tornaria praticamente um produto "esquecido" na história do personagem Entre 1989 e 1991, a editora publicaria Superboy: The Comic Book, uma revista inspirada pela série. Quando a série passou a se chamar The Adventures of Superboy, a revista seguiu o mesmo caminho, também mudando de título. 22 edições foram publicadas até 1991, inicialmente sob a premissa de a revista mostrava aventuras situadas no mesmo universo ficcional da série de televisão, mas uma edição especial publicada após o encerramento da revista, Superboy One-Shot Special, ao mesmo tempo que concluía histórias pendentes da publicação, também estabeleceria que as tramas até então apresentadas não passariam de sonhos de um Clark Kent adolescente, que nunca teria atuado como Superboy, mantendo, assim, a caracterização estabelecida em 1986.
Nos anos seguintes, nenhuma revista teria "Superboy" como personagem, porque a própria existência do personagem havia sido eliminada da continuidade, gerando muitos problemas com as histórias da Legião do Super-Heróis, que tinha o personagem como um elemento significativo de sua mitologia. A confusão editorial prejudicaria bastante a equipe, e acabaria por influenciar a publicação, em 1994, de um crossover tendo por objetivo unificar a continuidade da editora: a saga Zero Hora: Uma Crise no Tempo acabaria por eliminar todas as referências a Superboy, incluindo na própria Legião, cujas tramas sofreriam um reboot.

### 1994-2002: O clone adolescente de Superman emSuperboyeSuperboy and the Ravers
Após um período sendo totalmente ignorado, o conceito de "Superboy" seria retomado pela editora através de um novo personagem. Durante a publicação da saga A Morte e o Retorno de Superman, o clássico herói aparentemente faleceria, e na tentatia de substituí-lo, uma agência secreta do governo americano, o "Projeto Cadmus", usaria parte do DNA kryptoniano como base para a criação de um clone, que seria envelhecido artificialmente até a idade adulta. O clone acabaria despertando antes que o processo estivesse concluído, e, como adolescente, passaria a atuar como o novo "Superboy".
Inicialmente, o personagem sequer possuiria um nome, respondendo apenas à alcunha de "Superboy", e a primeira revista a ter essa versão do personagem como protagonista foi publicada originalmente entre 1994 e 2002, por um total de 100 edições. Karl Kesel e Tom Grummett, responsáveis pela criação do personagem e por suas primeiras histórias na revista Adventures of Superman, foram os responsáveis também pelas primeiras edições da revista, notórias por retratar o jovem herói no Havaí, vivendo inúmeros romances e sendo levemente irresponsável (por exemplo, usando os óculos especiais que lhe possibilitavam uma "visão de raio-x" para ver mulheres nuas na praia) ao mesmo tempo que combatia super-vilões e tentava lidar com o legado que seu nome impunha. Uma versão em português dessa revista foi publicada em formatinho pela Editora Abril entre outubro de 1996 e fevereiro de 1999.[carece de fontes?]
Kesel e Grummett foram os responsáveis por produzir a maior parte das histórias publicadas na revista, trabalhando intermitentemente em cerca de 80 edições. Kesel havia trabalhado anteriormente como arte-finalista na revista Esquadrão Suicida, e os personagens dessa série seriam incluídos numa das primeiras histórias da revista, Watery Grave, um arco de história em três partes publicado nas edição 13 a 15. O primeiro ano de trabalho da dupla na revista, entre 1994 e 1995, foi marcado por crossovers: as edições 5, 6 e 7 fizeram parte, em menor ou maior grau, de Worlds Collide, um longo arco de história que envolveu também as revistas e os personagens da Milestone Comics; e após essa história, uma edição especial Superboy #0 foi publicada, resumindo a origem do personagem e abrindo caminho para uma trama ligada ao crossover, o segundo em um ano, Zero Hora, que seria publicada na 8ª edição da revista.
Em 1996, Kesel deixaria a revista brevemente para, ao lado de Steve Mattsson, escrever Superboy and the Ravers, uma segunda revista protagonizada pelo herói, publicada simultaneamente a série principal. Essa segunda revista apresentaria uma série de novos personagens, e seria ilustrada por Paul Pelletier. Em 2000, Kesel seria substituído na revista por Jay Faerber, que escreveria um curto arco de história entre as edições 81 e 83, pois logo assumiria os roteiros da revista The Titans, e Superboy passaria a ter Joe Kelly como roteirista. Acompanhando Kelly, como desenhista da revista, estaria Pascual Ferry e Paco Medina. As histórias produzidas por esse breve período representariam uma série de mudanças ao personagem, que passaria por um processo de amadurecimento, trocaria o uniforme que vinha usando desde o início da sua carreira por um novo modelo, e passaria a atuar com mais responsabilidade, ao lado de outros heróis do universo ficcional da DC Comics. Em 2002, Kelly seria substituído por Jimmy Palmiotti e Dan DiDio, mas a revista seria logo encerrada, com a publicação da 100ª edição, e o personagem passaria a aparecer apenas como parte do elenco da revista Young Justice e, a posteriormente, na revista Teen Titans.

### 2010-2015: Relançamento e mudanças
A publicação da revista foi retomada em 2010, com Jeff Lemire nos roteiros e Pier Gallo como desenhista. Uma história curta de dez páginas publicada em agosto de 2010 na 892 edição da revista Action Comics serviu de prelúdio para o trabalho que os dois desenvolveriam na revista. O trabalho da dupla se estendeu por onze edições, e foi aclamado por crítica e público até ser abruptamente encerrado em face do relançamento de toda a linha de quadrinhos de super-herói da DC Comics em Setembro de 2011. Após o relançamento, a revista seria incluída dentre as 52 séries que fariam parte da nova linha estabelecida, mas ignorando todo o trabalho até então estabelecido, apresentando um novo personagem, roteiros de Scott Lobdell e desenhos do brasileiro R.B. Silva.
Ainda em 2011, Lemire e Gallo seriam reconhecidos com uma indicação ao Eisner Awards na categoria de "Melhor Nova Série" enquanto Lobdell passaria a contar com o auxílio de Tom DeFalco nos roteiros. Em 2012, DeFalco substituiria completamente Lodbell como roteirista da revista a partir da 12ª edição - mas permaneceria no cargo somente até 2013, pois a partir da 20ª edição, Justin Jordan assumiria os roteiros, promovendo uma reformulação na revista. Aaron Kuder se tornaria o último roteirista da revista, escrevendo da 30ª à última edição, Superboy #34.

## Histórias publicadas
258 edições foram publicadas entre 1949 e 1979, inicialmente sob o título Superboy e, posteriormente, com referências à Legião dos Super-Heróis: Superboy starring the Legion of Super-Heroes e Superboy and the Legion of Super-Heroes. Quando a 259ª edição da revista foi publicada, em janeiro de 1980, seria retratada a última aventura de Superboy no Século 30, junto a Legião dos Super-Heróis, mas a revista já apresentaria o título Legion of the Super-Heroes, não mais sendo uma revista do personagem. No mesmo mês, seria publicada a primeira edição de The New Adventures of Superboy, que teria um total de 54 edições regulares publicadas. Superboy: The Comic Book (posteriormente intitulada The Adventures of Superboy) teve 22 edições regulares e um Superboy One-Shot Special publicados entre 1989 e 1991.
102 edições - 100 edições regulares e 2 edições especiais numeradas "0" e "1.000.000" - e 4 "anuais" foram publicados entre 1994 e 2002 tendo Kon-El/Conner Kent como protagonista, atuando como Superboy. Destas, destaca-se o trabalho produzido por Karl Kesel e Tom Grummett com o personagem em suas primeiras histórias, que estabeleceram o Havaí como cenário de suas aventuras, além de criar todo um elenco de apoio para o herói. O escritor Joe Kelly também colaboraria com os roteiros da série em uma série de histórias significativas publicadas a partir da edição 83, mas praticamente nenhuma edição dessa versão da revista seria compilada em volumes encadernados.

### Volumes encadernados "clássicos"
Apenas algumas das histórias de Superboy publicadas nas primeiras versões da revista foram compiladas em um volume encadernado:
- Superboy: The Greatest Team-Ups Ever Told inclui Superboy #55, 63, 80, 121, 171, 182 e The New Adventures of Superboy  #13, 168 páginas, janeiro de 2010, ISBN 1-4012-2652-3
- Superman in the Forties inclui Superboy #5, ISBN 1-40120-457-0
- Superman in the Sixties inclui Superboy #85 e 106, ISBN 1-56389-522-6
- Superman vs. Lex Luthor inclui Superboy #86, ISBN 1401209513
- Superman: Past and Future inclui Superboy #85, ISBN 1401219349
- Superman: Tales from the Phantom Zone inclui Superboy #89 e 104, ISBN 1401222587

As história da Legião de Super-Heróis publicadas na revista, por outro lado, já foram reunidas numa série de volumes:
- Legion of Super-Heroes Archives
  - Volume 1 inclui Superboy #86, #89, e #98, 255 páginas, 1991, ISBN 978-1-56389-020-8;
  - Volume 3 inclui Superboy #117, 224 páginas, 1993, ISBN 978-1-56389-102-1;
  - Volume 4 , inclui Superboy #124-125, 224 páginas, 1994, ISBN 978-1-56389-123-6;
  - Volume 8 inclui Superboy #147, 240 páginas, 1999, ISBN 978-1-56389-430-5;
  - Volume 10 inclui Superboy #172-173, #183-184, #188, #190-191, #193, #195, #197-202, 232 páginas, 2000, ISBN 978-1-56389-628-6;
  - Volume 11 coleta Superboy #203-212, 224 páginas, 2001, ISBN 978-1-56389-730-6;
  - Volume 12 coleta Superboy #212-223, 240 páginas, 2003, ISBN 978-1-56389-961-4;
  - Volume 13 coleta Superboy #224-233, 240 páginas, 2012, ISBN 978-1-4012-3439-3;
- Showcase Presents: The Legion of Super-Heroes
  - Volume 1 inclui Superboy #86, 89, 98, 117, 560 páginas, 2007, ISBN 1-4012-1382-0;
  - Volume 2 inclui Superboy #117 e 125, 528 páginas, 2008, ISBN 978-1-4012-1724-2;
  - Volume 4 inclui Superboy #172-173, 176, 183-184, 188, 190-191, 512 páginas, 2010, ISBN 1-4012-2941-7.

### Volumes encadernados "modernos"
Apenas uma edição das mais de 100 publicadas entre 1994 e 2002 foi reunidas em coletâneas: Superboy #91, parte do evento Mundos em Guerra, foi incluída tanto em Superman: Our Worlds at War, Book 2, ISBN 1-56389-916-7; quanto em Superman: Our Worlds at War Omnibus, ISBN 1-40121-129-1;
A série escrita por Jeff Lemire foi integralmente reunida num único volume:
- Superboy: Smallville Attacks inclui Superboy #1-11; 256 páginas, 2011, ISBN 978-1401232511;

As histórias publicadas após o Relançamento da DC Comics em 2011 foram integralmente reunidas em 5 volumes encadernados:
- Superboy Volume 1: Incubation inclui Superboy #1-7; 160 páginas, 2012, ISBN 1-4012-3485-2;
- Superboy Volume 2: Extraction inclui Superboy #0, #8-12; 160 páginas, 2013, ISBN 978-1-4012-4049-3;
- Superboy Volume 3: Lost inclui Superboy #13-19 e Superboy Annual #1; 200 páginas, 2014, ISBN 978-1401243173;
- Superboy Volume 4: Blood and Steel inclui Superboy #20-25; 208 páginas, 2014, ISBN 978-1401246853;
- Superboy Volume 5: Paradox inclui Superboy #26-34 e Superboy: Futures End #1; 208 páginas, 2015, ISBN 978-1401250928.

Algumas das edições da revista introduzida em 2011 foram republicadas junto a outras histórias:
- The Culling: Rise of the Ravagers inclui Superboy #8-9; 176 páginas, 2013, ISBN 1-4012-3799-1;
- Superman: H'el on Earth inclui Superboy #14-17; 328 páginas, 2014, ISBN 978-1401246129.